# Alphonse de Lamartine
Alphonse-Marie-Louis de Prat de Lamartine (Mâcon, 21. listopada 1790. – Pariz, 28. veljače 1869.), francuski književnik i političar.
Poznat je po autobiografskoj poemi "Jezero", koja retrospektivno opisuje ljubav jednog para gledana kroz oči propalog čovjeka. Lamartine je bio umjetnik u francuskoj poetičkoj formi. Bio je jedan od rijetkih Francuza koji je svoj književni dar kombinirao s politikom. Odgojen u ortodoksnom kršćanstvu postao je bogoljub, te je napisao Jocelyn i La Chute d'un ange. Napisao je Povijest žirondinaca 1847. koja opisuje žirondince. Puno je putovao, a u Turskoj se 1820. godine oženio engleskinjom Mariom Birch.
Radio je za francusku diplomaciju u Italiji od 1825. do 1828. godine. Član Académie française postao je 1829. godine. Bio je Ministar vanjskih poslova od 24. veljače 1848. do 11. svibnja 1848. godine. 
Preminuo je u Parizu završivši svoju karijeru literarnim slomom.